# 美人狼 アイドルへの道
美人狼 アイドルへの道（びじんろう アイドルへのみち）は2025年2月27日から3月2日まで高田馬場ラビネストで上演された舞台作品である。

## 概要
美人狼ゲームで勝敗を競争する様子を舞台作品としており、ゲームの結果により結末が変わる即興劇である。
美人狼ゲーム
- 美人狼ゲームは12名のプレイヤー、1名のゲームマスターと1名以上の観客で構成される。
- 12名のプレイヤーは、役職が書かれた12枚のカードからそれぞれ1枚を選んで、正規アイドル陣営と裏口アイドル陣営に分かれて競争する。
- 正規アイドル陣営は1名の正規プロデューサー、5名の正規アイドルと1名のリベンジャーで構成される。
- 裏口アイドル陣営は1名の裏口プロデューサー、2名の裏口アイドルと2名のスパイアイドルで構成される。
- 12名のプレイヤーが議論を行い、自分自身以外の他のプレイヤーへ投票を行う。得票数が多い順に第2位までを決選投票の候補者に選出する。第1位と第2位が複数いる場合はその全員を決選投票の対象者とする。
- 観客が決選投票の候補者に拍手による投票を行い、観客の拍手の数を音量の大きさ度合いを基準としてゲームマスターが比較判定して、観客投票の当選者を決定する。
- 正規アイドル陣営または裏口アイドル陣営のいずれか、観客投票の当選者が3名に達した方が勝利する。

## 原案
- 美人狼ゲームの原案者である篠目ゆきは「あなたが一番美人！って褒めたたえるやつ。投票された人は部屋着を脱ぐとナイトドレスになって褒めたたえられながら退場します」という人狼ゲームを考えた[1]。
- 美人狼ゲームの原案を聴いた鈴木大輔は、鈴木大輔が主宰する団体PUZZLIARで製作した「政治家人狼」ゲームの基本理念と仕組みを応用すれば、美人狼ゲームのシステムを確立させて、美人狼ゲームを舞台作品として実現できそうと考えた[2]。

## スタッフ
| 主宰                       | 舞台「美人狼」製作プロジェクト |
| 原案・演出                 | 篠目ゆき                       |
| 脚本                       | 渡辺流久里                     |
| 制作                       | 都ゆり                         |
| ダンス振付                 | 黒須みらい                     |
| イラスト                   | 平尾アウリ                     |
| 衣装                       | 中野絢子                       |
| 照明                       | 阿久津未歩(LICHT-ER)           |
| プロデューサー・ゲーム監修 | 鈴木大輔                       |

## 出演者
| 出演者       | 役職・役名                                                            | カラー         |
| ------------ | --------------------------------------------------------------------- | -------------- |
| 譲葉 類      | プロデューサー 寒河江 銀太(さがえ ぎんた)                             |                |
| 御湯波ライト | プロデューサー 寒河江 銀太(さがえ ぎんた)                             |                |
| MAKIKO       | アイドル候補生 古城 魅鳥(こじょう みどり)                             | ダークグリーン |
| 月本こうこ   | アイドル候補生 剣崎 瑞穂(けんざき みずほ)                             | ライトブルー   |
| 古木のぞみ   | アイドル候補生 久遠 真白(くどう ましろ)                               | ホワイト       |
| 丹羽まなえ   | アイドル候補生 久遠 真白(くどう ましろ)                               | ホワイト       |
| 安座間miU    | アイドル候補生 如月 桃音(きさらぎ ももね)                             | ピンク         |
| 漆間虹美     | アイドル候補生 カリナ・エンジェル・村咲(カリナ・エンジェル・むらさき) | パープル       |
| 戌岡あやめ   | アイドル候補生 小笠原 葵(おがさわら あおい)                           | ブルー         |
| ずっちー     | アイドル候補生 江田 若葉(えだ わかば)                                 | ライトグリーン |
| 天翔ゆい     | アイドル候補生 上原 黄南(うえはら きなみ)                             | イエロー       |
| 都ゆり       | アイドル候補生 上原 黄南(うえはら きなみ)                             | イエロー       |
| 市原えりさ   | アイドル候補生 市井 蜜柑(いちい みかん)                               | オレンジ       |
| よこ         | アイドル候補生 天見 朱里(あまみ あかり)                               | レッド         |
| 上野透香     | アイドル候補生 天見 朱里(あまみ あかり)                               | レッド         |
| 黒須みらい   | プロデューサー 志村 金恵(しむらかなえ)                                |                |
| 篠目ゆき     | アイドルオーディション テレビ番組 MC みすずパン屋                     |                |
| 鈴木大輔     | アイドルオーディション テレビ番組 スタッフ (役名無し)                 |                |

## ゲーム成績
2025年2月27日から3月2日まで開催 舞台「美人狼」(第1期)
ゲーム成績一覧表の内容は「表示」をクリックすると展開されます。
| カラー | 出演者       | 第1ステージ                    | 第2ステージ                                   | 第3ステージ                    | 第4ステージ                                   | 第5ステージ                                             | 第6ステージ                    | 第7ステージ                                                                                        | アフターイベント                                         | 出演数 | 勝利数 | 敗北数 | 当選回数 | 護衛成功回数 |
| ------ | ------------ | ------------------------------ | --------------------------------------------- | ------------------------------ | --------------------------------------------- | ------------------------------------------------------- | ------------------------------ | -------------------------------------------------------------------------------------------------- | -------------------------------------------------------- | ------ | ------ | ------ | -------- | ------------ |
|        | 譲葉類       | 勝利 裏口プロデューサー        | (御湯波ライトが出演した)                      | (御湯波ライトが出演した)       | 勝利 正規プロデューサー                       | 勝利 正規プロデューサー                                 | 勝利 正規プロデューサー        | 敗北 裏口プロデューサー                                                                            | MC役で出演                                               | 5回    | 4勝    | 1負    |          |              |
|        | 御湯波ライト | (譲葉類が出演した)             | 勝利 正規プロデューサー                       | 敗北 裏口プロデューサー        | (譲葉類が出演した)                            | (譲葉類が出演した)                                      | (譲葉類が出演した)             | (譲葉類が出演した)                                                                                 | 勝利 裏口プロデューサー                                  | 3回    | 2勝    | 1負    |          |              |
|        | MAKIKO       | 勝利 裏口アイドル              | 勝利 正規アイドル 第3幕 当選                  | 勝利 リベンジャー              | 勝利 正規アイドル 第2幕 当選                  | 敗北 スパイアイドル 第2幕 当選                          | 勝利 リベンジャー              | 敗北 裏口アイドル 第2幕 当選                                                                       | 敗北 正規アイドル                                        | 8回    | 5勝    | 3敗    | 4回      |              |
|        | 月本こうこ   | 敗北 リベンジャー              | 敗北 裏口アイドル                             | 敗北 裏口アイドル              | 勝利 正規アイドル                             | 勝利 正規アイドル                                       | 勝利 正規アイドル 第1幕 当選   | 勝利 正規アイドル                                                                                  | 敗北 正規アイドル                                        | 8回    | 4勝    | 4敗    | 1回      |              |
|        | 古木のぞみ   | 勝利 スパイアイドル 第2幕 当選 | 勝利 リベンジャー 第2幕間(2日目の夜) 護衛成功 | 勝利 正規アイドル              | (丹羽まなえが出演した)                        | (丹羽まなえが出演した)                                  | (丹羽まなえが出演した)         | (丹羽まなえが出演した)                                                                             | (篠目ゆきが出演した)                                     | 3回    | 3勝    | 0敗    | 1回      | 1回          |
|        | 丹羽まなえ   | (古木のぞみが出演した)         | (古木のぞみが出演した)                        | (古木のぞみが出演した)         | 敗北 裏口アイドル                             | 勝利 正規アイドル                                       | 勝利 正規アイドル              | 敗北 裏口アイドル 第3幕 当選                                                                       | (篠目ゆきが出演した)                                     | 4回    | 2勝    | 2負    | 1回      |              |
|        | 安座間miU    | 敗北 正規アイドル              | 敗北 裏口アイドル                             | 敗北 裏口アイドル              | 勝利 正規アイドル 第4幕 当選                  | 敗北 スパイアイドル 第1幕 当選                          | 敗北 裏口アイドル              | 勝利 正規アイドル                                                                                  | (黒須みらいが出演した)                                   | 7回    | 2勝    | 5敗    | 2回      |              |
|        | 漆間虹美     | 敗北 正規アイドル              | 敗北 スパイアイドル                           | 敗北 スパイアイドル 第3幕 当選 | 勝利 リベンジャー 第1幕間(1日目の夜) 護衛成功 | 勝利 正規アイドル 第4幕 当選                            | 勝利 正規アイドル              | 勝利 リベンジャー 第2幕間(2日目の夜) 1回目の護衛成功 第3幕間(3日目の夜) 2回目の護衛成功 第4幕 当選 | 勝利 裏口アイドル 第1幕 当選                             | 8回    | 5勝    | 3負    | 4回      | 3回          |
|        | 戌岡あやめ   | 敗北 正規アイドル              | 勝利 正規アイドル 第2幕 当選                  | 敗北 スパイアイドル 第1幕 当選 | 敗北 スパイアイドル                           | 勝利 リベンジャー 第2幕間(2日目の夜) 護衛成功 第3幕当選 | 勝利 正規アイドル 第4幕 当選   | 勝利 正規アイドル 第1幕 当選                                                                       | 敗北 リベンジャー 第1幕間(1日目の夜) 護衛成功 第2幕 当選 | 8回    | 4勝    | 4敗    | 6回      | 2回          |
|        | ずっちー     | 敗北 正規アイドル              | 敗北 スパイアイドル                           | 勝利 正規アイドル 第4幕 当選   | 敗北 スパイアイドル 第1幕 当選                | 勝利 正規アイドル                                       | 敗北 裏口アイドル              | 敗北 スパイアイドル                                                                                | (天翔ゆいが出演した)                                     | 7回    | 2勝    | 5敗    | 2回      |              |
|        | 天翔ゆい     | 敗北 正規アイドル              | 勝利 正規アイドル 第1幕 当選                  | 勝利 正規アイドル              | (都ゆりが出演した)                            | (都ゆりが出演した)                                      | 勝利 正規アイドル 第2幕 当選   | 勝利 正規アイドル 第5幕 当選                                                                       | 敗北 正規アイドル                                        | 6回    | 4勝    | 2敗    | 3回      |              |
|        | 都ゆり       | (天翔ゆいが出演した)           | (天翔ゆいが出演した)                          | (天翔ゆいが出演した)           | 勝利 正規アイドル 第3幕 当選                  | 敗北 裏口アイドル                                       | (天翔ゆいが出演した)           | (天翔ゆいが出演した)                                                                               | 勝利 裏口アイドル 第5幕 当選                             | 3回    | 2勝    | 1敗    | 2回      |              |
|        | 市原えりさ   | 勝利 裏口アイドル 第1幕 当選   | 勝利 正規アイドル                             | 勝利 正規アイドル 第2幕 当選   | 勝利 正規アイドル                             | 勝利 正規アイドル 第5幕 当選                            | 敗北 スパイアイドル            | 敗北 スパイアイドル                                                                                | 敗北 正規アイドル                                        | 8回    | 5勝    | 3敗    | 3回      |              |
|        | よこ         | 勝利 スパイアイドル 第3幕 当選 | (上野透香が出演した)                          | (上野透香が出演した)           | 敗北 裏口アイドル                             | 敗北 裏口アイドル                                       | (上野透香が出演した)           | (上野透香が出演した)                                                                               | 勝利 スパイアイドル                                      | 4回    | 2勝    | 2敗    | 1回      |              |
|        | 上野透香     | (よこが出演した)               | 勝利 正規アイドル                             | 勝利 正規アイドル 第5幕 当選   | (よこが出演した)                              | (よこが出演した)                                        | 敗北 スパイアイドル 第3幕 当選 | 勝利 正規アイドル                                                                                  | 敗北 正規プロデューサー                                  | 5回    | 3勝    | 2敗    | 2回      |              |
|        | 黒須みらい   | 敗北 正規プロデューサー        | 敗北 裏口プロデューサー                       | 勝利 正規プロデューサー        | 敗北 裏口プロデューサー                       | 敗北 裏口プロデューサー                                 | 敗北 裏口プロデューサー        | 勝利 正規プロデューサー                                                                            | 敗北 正規アイドル 第3幕 当選                             | 8回    | 2勝    | 6敗    | 1回      |              |
|        | 篠目ゆき     | MC役で出演                     | MC役で出演                                    | MC役で出演                     | MC役で出演                                    | MC役で出演                                              | MC役で出演                     | MC役で出演                                                                                         | 勝利 スパイアイドル 第4幕 当選                           | 1回    | 1勝    | 0負    | 1回      |              |

2025年3月31日開催 舞台「美人狼」アフターイベント
MC 譲葉類
|  | 出演者       | 第1幕                                               | 第2幕                                                             | 第3幕                                                           | 第4幕                                                         | 第5幕                                                     | 役職・勝敗              |
|  | ------------ | --------------------------------------------------- | ----------------------------------------------------------------- | --------------------------------------------------------------- | ------------------------------------------------------------- | --------------------------------------------------------- | ----------------------- |
|  | 出来事       | 10人でアイドルポーズ大会                            | 戌岡あやめが月本こうこで護衛成功を宣言                            | 都ゆりがネガティブキャンペーンを受ける                          | よこがネガティブキャンペーンを受ける                          | MAKIKOがネガティブキャンペーンを受ける                    | 裏口アイドル陣営勝利    |
|  | 御湯波ライト | 2番目に黒須みらい投票(1票目)                        | 「黒須みらいは裏口アイドルではない」 1番目に戌岡あやめ投票(1票目) | 「天翔ゆいは裏口アイドルではない」 2番目に篠目ゆき投票(1票目)   | 「篠目ゆきは裏口アイドルではない」 2番目に都ゆり投票(1票目)   | 「市原えりさは裏口アイドルです」 1番目に都ゆり投票(1票目) | 裏口プロデューサー 勝利 |
|  | 上野透香     | アイドルポーズ大会を実施 1番目に天翔ゆい投票(1票目) | 「よこは裏口アイドルではない」 1番目に戌岡あやめ投票(2票目)       | 「月本こうこは裏口アイドルではない」 1番目に天翔ゆい投票(1票目) | 「篠目ゆきは裏口アイドルではない」 1番目に篠目ゆき投票(1票目) | 「都ゆりは裏口アイドルです」 2番目によこ投票(1票目)       | 正規プロデューサー 敗北 |
|  | MAKIKO       | 5番目に漆間虹美投票(1票目)                          | 3番目に戌岡あやめ投票(1票目)                                      | 4番目に市原えりさ投票(1票目)                                    | 6番目に月本こうこ投票(2票目)                                  | 6番目に月本こうこ投票(1票目)                              | 正規アイドル 敗北       |
|  | 月本こうこ   | 6番目に天翔ゆい投票(2票目)                          | 4～10番目に戌岡あやめ投票(累計8票)                                | 9番目に黒須みらい投票(2票目)                                    | 9番目に篠目ゆき投票(3票目)                                    | 7番目によこ投票(4票目)                                    | 正規アイドル 敗北       |
|  | 篠目ゆき     | 7番目に戌岡あやめ投票(1票目)                        | 4～10番目に戌岡あやめ投票(累計8票)                                | 7番目に黒須みらい投票(1票目)                                    | 7番目に市原えりさ投票(1票目) 決選投票で当選→スパイ            | 第4幕当選                                                 | スパイ 勝利             |
|  | 黒須みらい   | 8番目に市原えりさ投票(1票目)                        | 4～10番目に戌岡あやめ投票(累計8票)                                | 6番目に月本こうこ投票(1票目) 決選投票で当選→正規アイドル        | 第3幕当選                                                     | 第3幕当選                                                 | 正規アイドル 敗北       |
|  | 漆間虹美     | 12番目によこ投票(2票目) 決選投票で当選→裏口アイドル | 第1幕当選                                                         | 第1幕当選                                                       | 第1幕当選                                                     | 第1幕当選                                                 | 裏口アイドル 勝利       |
|  | 戌岡あやめ   | 9番目にMAKIKO投票(1票目)                            | 12番目に月本こうこ投票(1票目) 決選投票で当選→リベンジャー         | 第2幕当選                                                       | 第2幕当選                                                     | 第2幕当選                                                 | リベンジャー 敗北       |
|  | 天翔ゆい     | 3番目に月本こうこ投票(1票目)                        | 4～10番目に戌岡あやめ投票(累計8票)                                | 5番目に市原えりさ投票(2票目)                                    | 4番目に都ゆり投票(2票目)                                      | 5番目に都ゆり投票(2票目)                                  | 正規アイドル 敗北       |
|  | 都ゆり       | 4番目によこ投票(1票目)                              | 11番目に黒須みらい投票(1票目)                                     | 8番目に篠目ゆき投票(2票目)                                      | 3番目に天翔ゆい投票(1票目)                                    | 4番目によこ投票(3票目) 決選投票で当選→裏口アイドル        | 裏口アイドル 勝利       |
|  | 市原えりさ   | 10番目に篠目ゆき投票(1票目)                         | 4～10番目に戌岡あやめ投票(累計8票)                                | 3番目にMAKIKO投票(1票目)                                        | 8番目に篠目ゆき投票(2票目)                                    | 3番目によこ投票(2票目)                                    | 正規アイドル 敗北       |
|  | よこ         | 11番目に漆間虹美投票(1票目)                         | 4～10番目に戌岡あやめ投票(累計8票)                                | 10番目に月本こうこ投票(2票目)                                   | 5番目に月本こうこ投票(1票目)                                  | 8番目に天翔ゆい投票(1票目)                                | スパイ 勝利             |

## エピソード
- 役名のうち、下記の12名については、役名の頭文字が「あ」から「し」までの50音順で始まっている。天見 朱里、市井 蜜柑、上原 黄南、江田 若葉、小笠原 葵、カリナ・エンジェル・村咲、如月 桃音、久遠 真白、剣崎 瑞穂、古城 魅鳥、寒河江 銀太と志村 金恵。
- 2025年3月19日19:00から4月16日23:59までの28日間、Confetti Streaming Theater (カンフェティ ストリーミング シアター)にてアーカイブ配信されることが発表された[3]。
- 2025年3月31日19:30から22:00頃まで舞台「美人狼」アフターイベントを池袋FRIENDS会議室サンライズで開催されることが発表された[4]。